# Miguel Costa y Llobera
Miguel Costa y Llobera (Pollensa, Baleares, 10 de marzo de 1854 - Palma de Mallorca, 16 de octubre de 1922) fue un poeta y sacerdote español, que escribió mayormente en lengua catalana. También escribió en castellano y realizó diversas traducciones de textos clásicos.
Es considerado uno de los máximos representantes de la poesía catalana. Marcelino Menéndez y Pelayo lo calificó como un ingenio excelso, que pasaría por gran lírico en cualquier país y en las mejores épocas literarias.
Su poesía es principalmente de carácter clásico y tradicional. Fue cantor del paisaje, de la historia y la cultura popular de Mallorca. Cultivó, en su primera etapa, la poesía romántica, como se demuestra en su poema más célebre, El pino de Formentor. 

## Biografía

### Infancia y formación
Nacido en la localidad de Pollensa en 1854, era hijo de una familia de propietarios rurales y quedó huérfano de madre a los once años. Creció muy influido por un tío suyo, médico de su ciudad natal, que le descubrió el paisaje local y el interés por los clásicos.
Estudió en el Instituto Balear y fue miembro de la Congregación Mariana de Montesión en Palma de Mallorca. En 1872 comenzó los estudios de Derecho en Barcelona, que luego continuaría en Madrid durante 1875. No obstante, Costa decidiría no terminar sus estudios, tras darse cuenta de que el Derecho no era su verdadera vocación, a diferencia de la poesía y posteriormente también la vida eclesiástica.
Se formó en la lectura de los clásicos, especialmente Horacio o Virgilio. Fue discípulo de Joseph Lluis Pons y Gallarza y compañero de Joan Alcover y Antonio Maura; aunque fueran Joan Rosselló de Son Fortesa y Juan Luis Estelrich, compañeros de internado, los que lo influyeron de verdad. En Barcelona, conoció asimismo a Antonio Rubió y Lluch. Junto a Joan Alcover fueron los pioneros del movimiento literario conocido como la escuela mallorquina.

### Juventud yEl Pino de Formentor
En 1874 obtuvo un premio en los Juegos Florales. En su primera etapa, el joven poeta cultivó la poesía romántica, que desarrollaría en el volumen Poesías (1885) y en su poema más conocido, El pino de Formentor (1875), una oda en versos alejandrinos, publicada originariamente en catalán, y posteriormente en castellano en su libro Líricas (1899). 
En 1879 el poeta compuso su también célebre oda A Horaci, que más tarde publicaría. Entre tanto, le mandó la oda a Ramon Picó i Campamar y Antonio Rubió y Lluch, siendo este último quien emitiría un juicio más favorable. Además, providencialmente, Rubió le mandó la oda a su amigo común Menéndez y Pelayo, el cual decidiría incluirla en su libro Horacio en España, afirmando que la oda del joven poeta mallorquín era una de las odas sáficas más puras y acicaladas de su tiempo.

### Maestro en Gay Saber y carrera eclesiástica
En 1880 inició su carrera eclesiástica. En octubre de 1885 se trasladó a Roma, hasta doctorarse en teología por la Pontificia Universidad Gregoriana. En 1890 regresaría a España.

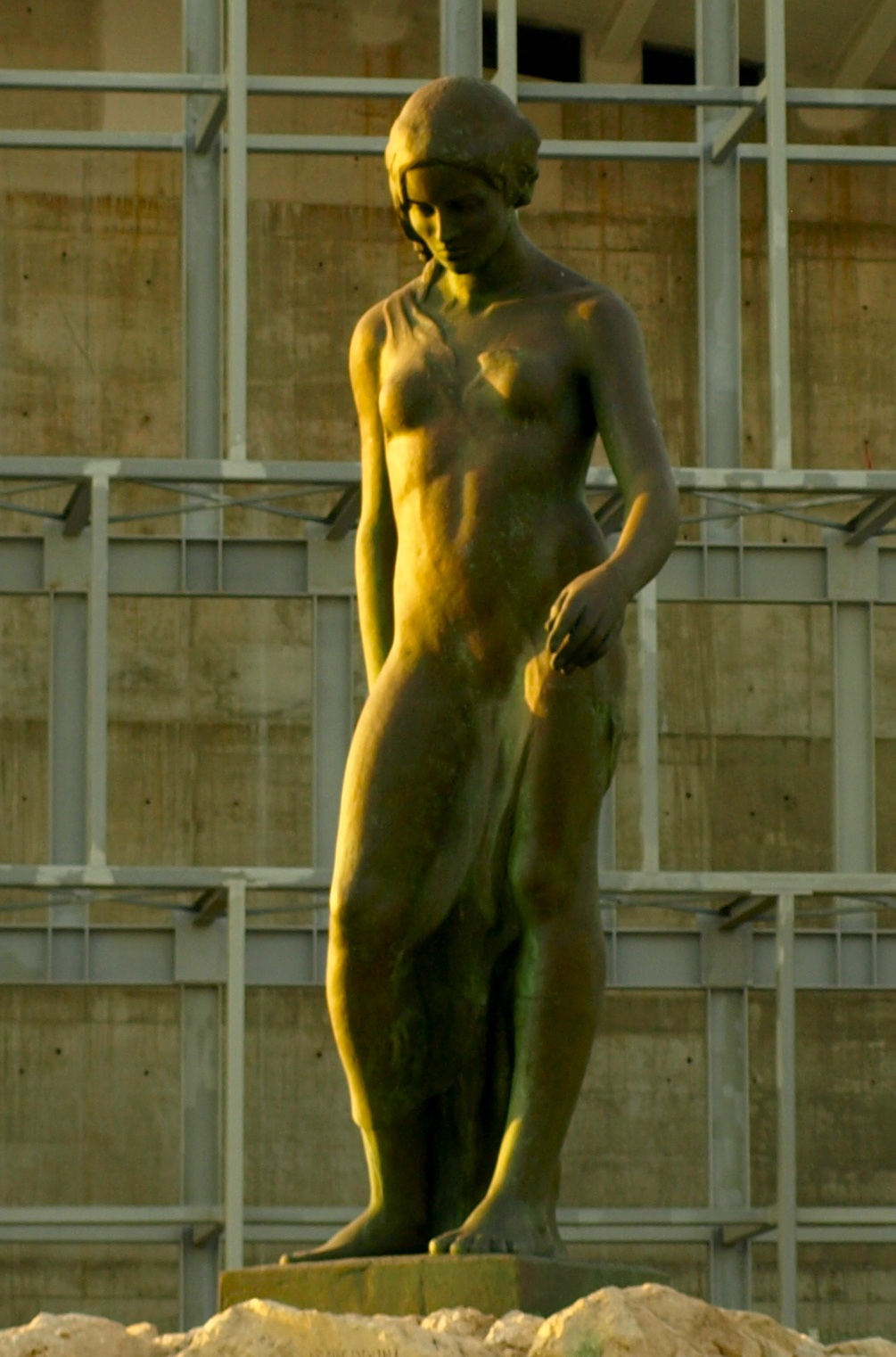
Estatua de Nuredduna, homenajeando al poeta en Palma de Mallorca.

En el año 1899 se publicó Líricas, el único volumen en lengua castellana del poeta, recogiendo poemas escritos durante su estancia en Italia, en Madrid y en su posterior regreso a Mallorca. El volumen fue bien acogido por amigos y benefactores, principalmente por Antonio Rubió y Lluch, y por escritores como Juan Valera o Marcelino Menéndez y Pelayo, convencido este último de que la obra de Costa no desmerecía en absoluto la de sus contemporáneos. En su correspondencia, Menéndez y Pelayo le dijo a Costa y Llobera que su libro bastaría para probar que todavía quedan poesía y poetas en España, y que ingenios como el suyo pasaran por grandes líricos en cualquier país y en las mejores épocas literarias.
En 1900, compuso su extenso poema épico intitulado La deixa del geni grec (El legado del genio griego), que presenta a una de sus creaciones más famosas, la profetisa y sibila Nuredduna. Este poema épico fue posteriormente adaptado como ópera.
El año 1902 fue investido con el título de Mestre en Gai Saber, al ganar tres premios ordinarios de los Juegos Florales. En 1902 también fue elegido correspondiente de la Real Academia Española.

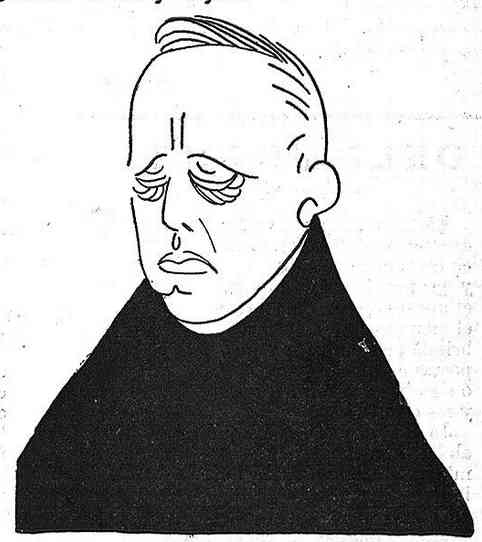
Caricaturizado por Bagaría (1908)

### Éxito deHoracianes, y peregrinaje por Tierra Santa
El éxito y mayor reconocimiento le llegó en 1906 con la publicación de Horacianes, poemario en catalán que consta de un total de dieciséis poemas u odas fatigosamente trabajadas. El libro de Horacianes, en esencia, consiste en un conjunto de poemas dedicados al poeta latino Horacio (y otros a Virgilio y Manuel de Cabanyes). En cuanto al mecanismo de la versificación, las odas intentan reproducir los metros de la lírica griega y romana. En todo caso, el propio poeta era consciente de la dificultad de su empresa, dado que las lenguas neolatinas no admiten el sistema de pies métricos, fundado en la distinción de sílabas largas y breves. El propio Menéndez y Pelayo alabó las innovaciones métricas del poeta y llegó a calificar sus versos como "dignos de contarse entre los mejores que hoy se escriben en España". Desde el extranjero, Frédéric Mistral, recipiente del Premio Nobel de Literatura en 1904, mandó sus felicitaciones a Costa y Llobera en una misiva escrita en lengua occitana, calificando sus odas de "melodiosas" y "dignas de los laureles del Tíber.”
Ese mismo año, dio el discurso inaugural de los Juegos Florales de Barcelona y participó en el Congreso Internacional de la Lengua Catalana. En 1907 publicó Poesies, una edición aumentada de la obra que ya había publicado en 1885. Costa y Llobera incluyó ocho composiciones líricas que provinieron del libro Tradicions i Fantasies, pero también añadió otras piezas totalmente inéditas, como "La gran alzina de Mossa" o "Cala gentil". 
En 1907 el autor, acompañado de otros mallorquines como María Antonia Salvá, inició una peregrinación por Oriente Medio que terminó en Palestina y  Tierra Santa. Costa y Llobera llevaba un diario del viaje que capturó en el libro Visions de Palestina (1908). Con veintiséis prosas, el poeta expresó las sensaciones e impresiones producidas por los sitios sagrados de la religión católica que visitó. Ese año, el mallorquín dio el discurso inaugural de los Juegos Florales de Girona. Un año más tarde, fue nombrado canónigo de la sede de Mallorca.

### Últimos años
Tras los hechos de la Semana Trágica, el poeta redujo el ritmo de producción literaria. Publicó dos ejercicios de Via crucis (1907-1908) y los Sermons panegírics (1916). En 1919 fue nombrado miembro correspondiente del Instituto de Estudios Catalanes (IEC). En esa época, también tradujo textos de Virgilio, Petrarca, Victor Hugo y Dante Alighieri. Entre 1912 y 1922 tradujo al catalán los Himnos de Prudencio y entre 1907 y 1911 tradujo al castellano las novelas Después de la hora nona, Mirarán hacia Él y Almas celtas, de la francesa Reynés Monlaur. Un año antes de morir, pronunció la que sería su última conferencia, "Dante Alighieri y su obra". 
Murió en Palma de Mallorca en 1922.

## Obras

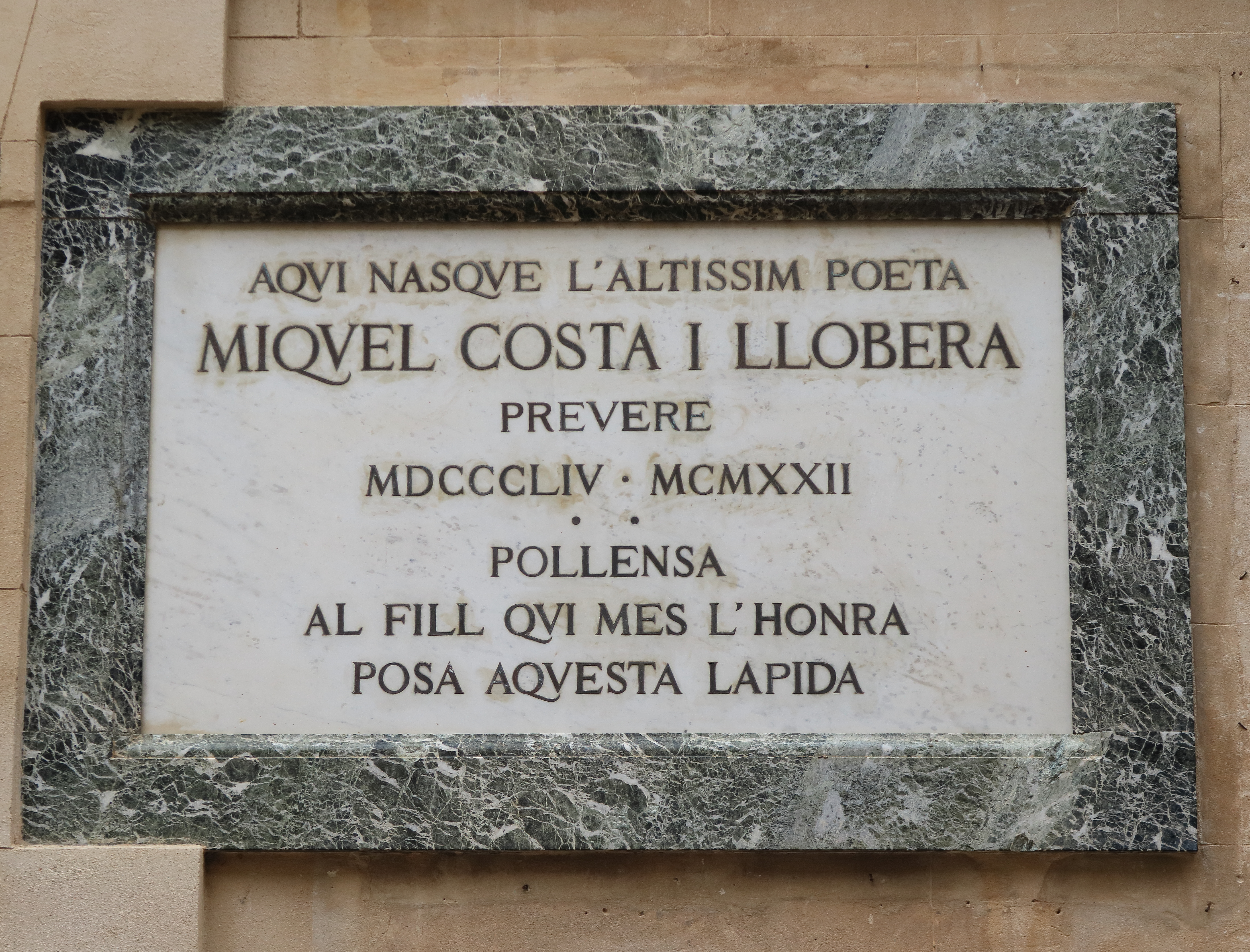
Pollensa, lápida casa natal

- Poesies (1885), que incluye su poema más famoso,  El pino de Formentor.
- De l’agre de la terra (1897)
- Líricas (en español) (1899)
- Tradicions i fantasies (1903)
- Horacianes (1906)
- Poesies (1907)
- Visions de la Palestina (1908)

### Traducciones
- Himnes de Prudenci

## Posteridad
En 1970, en la montaña de Montjuic (Barcelona), se crearon los Jardines Mossèn Costa i Llobera, un jardín botánico dedicado al poeta.
Diversos colegios españoles portan el nombre del poeta: una en el barrio de Can Caralleu de Barcelona, otra en Pollensa, otra en el centro de Palma de Mallorca y otra en el municipio de Marrachí.
La cantante mallorquina Maria del Mar Bonet ha interpretado algunos de sus poemas, como la "Cançó de na Ruixa Mantells", "Dins d'un jardí senyorial", "Dos sospirs" o "El pi de Formentor".
En memoria del centenario de la muerte del poeta, el Ayuntamiento de Pollensa aprobó que el año 2022 fuera proclamado como Any Costa i Llobera.
El 15 de octubre de 1982 se inició el proceso diocesano para su beatificación. El 19 de enero de 2023, el Papa Francisco promulgó el decreto que reconocía las virtudes heroicas de Costa y Llobera y lo nombraba Venerable, un paso más de cara a su futura beatificación.
El 3 de febrero de 2025, un asteroide fue nombrado en su honor: (397800) Costaillobera.